# 2057 (serial telewizyjny)
2057 – seria fabularyzowanych dokumentów stacji Discovery Channel. Premiera miała miejsce 12 stycznia 2007. Na Festiwalu Ondas Awards serial zdobył główną nagrodę